# БТ-7
БТ-7 — советский колёсно-гусеничный легкий танк периода 1930-1940-х годов. Третий танк семейства советских лёгких танков БТ («Быстроходный танк»). В отличие от своих предшественников БТ-2 и БТ-5, имел сварной корпус несколько изменённой формы и новый двигатель. Вооружение БТ-7 аналогично танку БТ-5. Выпускался, как и БТ-5, в варианте с радиостанцией и без радиостанции. Всего произведено 5743 (4801 БТ-7, 155 БТ-7А, 787 БТ-8/БТ-7М) машины.

## История создания
В январе 1933 года, когда осуществлялась работа над конструкторской документацией танка БТ-5, танковое конструкторское бюро («отдел 520») Харьковского завода получило задание на разработку нового танка, в котором предполагалось устранить недостатки предшественников.
По документации, предполагалось установить двигатель М-17 (более надёжный, чем М-5), сварной корпус с улучшенной обзорностью для механика-водителя, увеличить ёмкость топливных баков и установить башню с 76-мм пушкой. То есть предполагалось создать «ударный колёсно-гусеничный танк дальнего действия». В разработке принимала участие группа конструкторов в составе  Фирсова, Бондаренко, Морозова, Дорошенко, Курасова, Веселовского, Таршинова. В начале 1934 года началось производство прототипа, получившего индекс БТ-7. Первый образец был готов к 1 мая 1934 года, второй — к 7 ноября 1934 года.

## Первые прототипы
На первых прототипах БТ-7 устанавливался курсовой пулемёт справа от механика-водителя, а башня имела форму усечённого эллиптического конуса. Проект предусматривал возможность установки существующих на тот момент танковых пушек: 76-мм КТ-28 или ПС-3 и 45-мм образца 1932 года без изменений в конструкции башни. В нише башни располагалась вращающаяся боеукладка барабанного типа на 18 штук 76-мм снарядов, либо радиостанция.

### Итог испытаний
Летом и осенью 1934 года танки прошли полную программу испытаний. Комиссия посчитала, что курсовой пулемёт для машины с экипажем в 3 человека является лишним, а башня имеет недостаток из-за несовместимости пулемёта с башней. В итоге в начале 1935 года в серийное производство был запущен танк с более простой башней от танка БТ-5. Однако в целом от идеи колёсно-гусеничной машины с 76-мм пушкой не отказались, и со стороны ГАБТУ заводу было поручено разработать проект установки на БТ-7 башни от танка Т-26-4.

## Серийные модели

### Модель 1935 года
Корпус серийного БТ-7 выпуска 1935 года представлял собой жёсткую коробчатую конструкцию с двойными бортовыми стенками, удлинённой суженной закруглённой передней частью и трапециевидной тыльной частью. Корпус собирался из броневых и стальных листов, преимущественно сварным способом, реже клёпаным. Наружные стенки были съёмными, внутренние представляли собой 4-мм стальные листы.

Турель П-40 зенитного ДТ. 1930-е гг.

Корпус танка держался на восьми пружинных рессорах (свечах): двух горизонтальных и шести вертикальных. Вертикальные рессоры располагались между бортовыми листами и внутренней стенкой корпуса. Горизонтальные — внутри корпуса в боевом отделении танка. Ходовая часть состояла из восьми опорных, двух направляющих колёс. При движении на колёсном ходу передняя пара катков становилась управляемой, а задняя пара — ведущей. При гусеничном ходу руль убирался и укладывался в отделении управления.
В тыльной части располагались карбюраторный V-образный 12-цилиндровый двигатель М-17Т мощностью 400 л. с., 4-скоростная коробка передач, многодисковый сухой главный фрикцион, бортовые фрикционы и передачи, гитары (для привода колёсного хода), тормоза, а также топливные баки (два по бокам между бортовыми листами и один в корме).
45-мм танковая пушка 20-К образца 1934 года и спаренный с нею пулемёт ДТ размещались в башне цилиндрической формы с развитой кормовой нишей. Кормовые и зенитные пулемёты, а кроме того, и радиостанции 71-ТК с поручневой антенной, устанавливались на части танков. В экипаж входило 3 человека: командир (наводчик), заряжающий и водитель-механик.

### Модель 1937 года
Выпуск БТ-7 с конической башней начался в 1937 году. Вооружение танка не изменилось, но боезапас возрос на 44 снаряда (он достиг 188, а в танках с радиостанцией — 145 снарядов). На всех линейных танках устанавливался пулемёт ДТ в кормовой нише. Танк оборудовали двумя специальными фарами прожекторного типа, устанавливаемыми на маске пушки для ведения стрельбы из пушки и спаренного пулемёта в ночное время. Позже аналогичные фары ставили и на танки более ранних выпусков. На смену четырёхскоростной коробке передач пришла трёхскоростная. Были внесены изменения в трансмиссию и усилены пружины балансирных подвесок ведущих колёс колёсного хода. В 1938 году на подвесках были убраны резиновые бандажи. Тогда же крупнозвенчатую гусеницу начали повсеместно заменять на мелкозвенчатую. Толщина лобовой брони БТ-7 в ходе модернизаций достигла 22 мм, а боевая масса возросла до 13,9 т.
Последний танк был сдан в январе 1940 года.
| Заказчик | 1934 | 1935 | 1936 | 1937 | 1938 | 1939 | 1940 | Всего |
| -------- | ---- | ---- | ---- | ---- | ---- | ---- | ---- | ----- |
| РККА     | 1*   | 500  | 1044 | 628  | 1098 | 1341 | 1    | 4613  |
| НКВД     |      |      | 12   | 11   | 91   | 74   |      | 188   |
| Всего    | 1    | 500  | 1056 | 639  | 1189 | 1415 | 1    | 4801  |

*Прототип
| Модель        | 1934 | 1935 | 1936 | 1937 | 1938 | 1939 | 1940 | Всего |
| ------------- | ---- | ---- | ---- | ---- | ---- | ---- | ---- | ----- |
| БТ-7 линейный |      | 260  | 345  | 406  | 720  | 865  |      | 2596  |
| БТ-7 радийный | 1    | 240  | 699  | 222  | 378  | 476  | 1    | 2016  |
| Всего         | 1    | 500  | 1044 | 628  | 1098 | 1341 | 1    | 4613  |

### Модель 1939 года (БТ-7М)

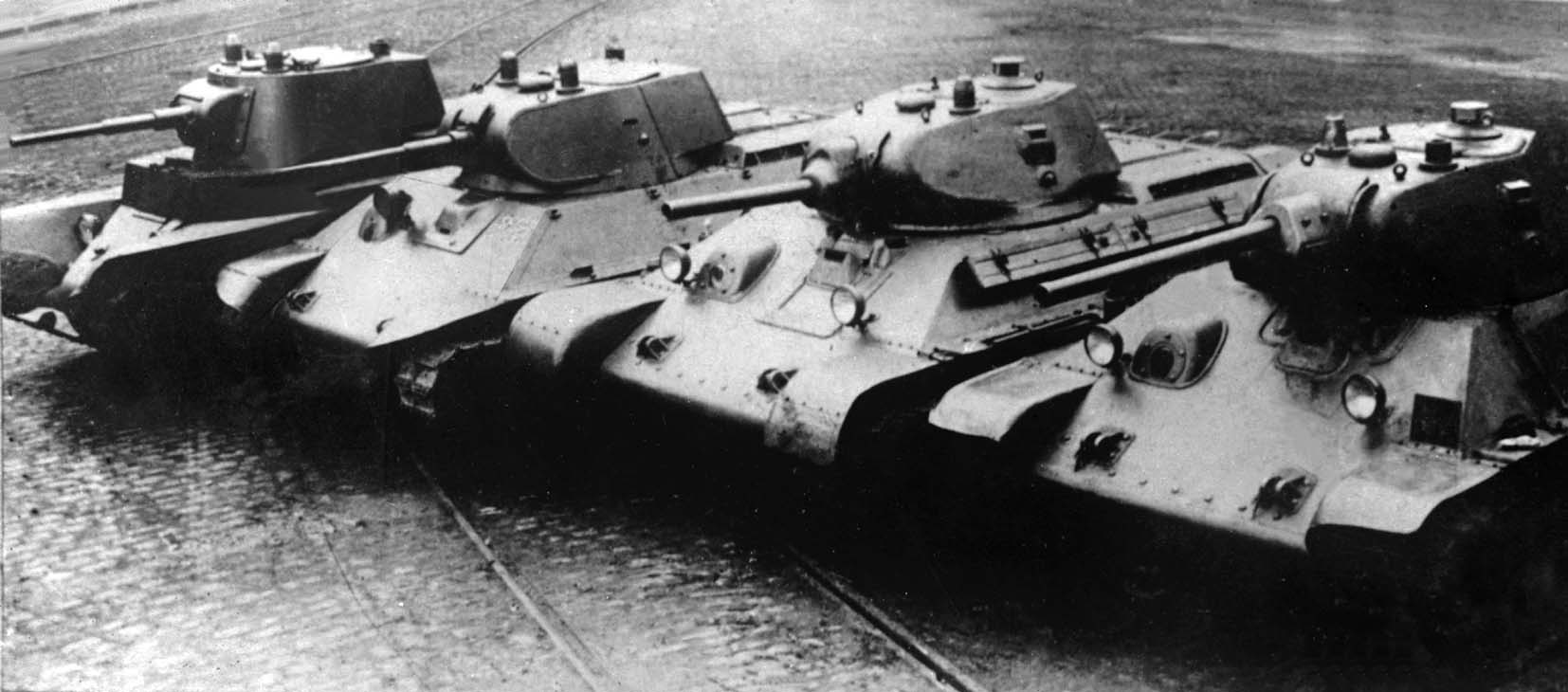
Эволюционная цепочка — от БТ-7 к Т-34. Слева направо — довоенные танки производства завода № 183: А-8 (БТ-7М), А-20, Т-34 обр. 1940 г. с пушкой Л-11, Т-34 обр. 1941 г. с пушкой Ф-34

Первые два танка с дизелем БД-2 выпустили в 1937 году, в 1938 году собрали ещё два. Серийный же выпуск танка (заводской индекс А-7М) начался с декабря 1939 года. Внешне танк почти не отличался от БТ-7. Основное техническое различие заключалось в установке на танк дизельного двигателя В-2 вместо карбюраторного М-17Т. За счет установки раскосов повысилась жесткость корпуса танка, в днище появился подмоторный люк, уменьшились размеры колпака воздушного фильтра-пылеулавливателя. Большая экономичность дизеля позволила сократить возимый запас топлива и отказаться от дополнительных баков на надгусеничных полках. Однако главное принципиальное преимущество дизельного двигателя над карбюраторным заключалось в низкой воспламеняемости: танки, комплектуемые дизельным двигателем В-2, были значительно безопаснее, чем их бензиновые собратья. Это решение было весьма передовым для своего времени.
БТ-7М выпускался по сентябрь 1940 года (3 БТ-7М зен.), некоторое время — даже параллельно с Т-34. Всего в 1936—1940 годах было изготовлено 4 экземпляра БТ-8 и 783 БТ-7М. Из числа последних в июне 1940 года 72 танка БТ-7М получили двигатели М-17Т; они поступили в войска НКВД. Итого общий выпуск последней модификации БТ составил 787 танков.
| Модель                | Заказчик     | 1936 | 1938 | 1939 | 1940    | Всего |
| --------------------- | ------------ | ---- | ---- | ---- | ------- | ----- |
| БТ-8                  | РККА         | 2*   | 4**  |      |         | 4     |
| БТ-7М линейный        | Обезличенный |      |      | 5*** |         | 5     |
| БТ-7М линейный        | РККА         |      |      |      | 532**** | 532   |
| БТ-7М радийный        | РККА         |      |      |      | 174     | 174   |
| БТ-7М (М-17) линейный | НКВД         |      |      |      | 29      | 29    |
| БТ-7М (М-17) радийный | НКВД         |      |      |      | 43      | 43    |
| Всего                 | Всего        | 2*   | 4    | 5    | 778     | 787   |

*Переделаны из серийных БТ-7
**Опытная серия (№№ 0993-5, 985-01, 457-62, 0270-5)
***Эталонная серия (№№ 442-55, 0890-3 (с укороченной кормой),?)
****Включая 18 с зенитно-пулеметной установкой.

### Танк БТ-7 артиллерийский
Прообразом создания артиллерийского танка послужил изготовленный в 1934 году прототип БТ-7 с 76-мм пушкой в эллиптической башне. С 1936 года параллельно с основной модификацией выпускались артиллерийские танки БТ-7А с башней увеличенного размера с 76-мм пушкой КТ-28 образца 1927/32 годов и тремя пулемётами ДТ, один из которых располагался в шаровой установке справа от пушки, второй — в дверке ниши и третий — в зенитной установке П-40. Боекомплект танка состоял из 50 выстрелов и 40 у танка с радиостанцией (всего изготовили 11 машин), 3339 патронов. В опытном порядке на БТ-7А устанавливались 76-мм пушки Л-11 и Ф-32. Для достоверности необходимо сказать, что эта модификация в оригинальных документах именовалась исключительно как БТ-7 артиллерийский или просто БТ-7арт.
В 1936 году была выпущена установочная партия из 5 машин. В следующем году началось серийное производство. И хотя выпуск 1937 года составил 149 танков, военные приняли только 117. Связано это было с нехваткой пушек. В 1938 году поступили 10 орудий. На ещё одном танке вооружение не устанавливалось — он использовался для испытания новых артсистем. На оставшийся 21 танк вооружения не выделили, в результате чего в 1938 году они получили стандартную башню от БТ-7 с 45-мм пушкой. То же самое произошло с ещё 14 машинами в начале 1941 года.
В связи с установкой башни Т-26-4 с 76-мм пушкой в корпус танка были внесены некоторые изменения: увеличен диаметр отверстия в подбашенном листе, срезаны углы колпаков над радиатором и изменено крепление сеток колпаков; утоплены в крыше регулирующие стаканы первой пары опорных катков; изменена укладка боеприпасов в корпусе. Башня Т-26-4 — сварная, имела форму цилиндра с овальной нишей сзади. Её корпус состоял из двух полукруглых листов (переднего и заднего), крыши и ниши. Оба полукруглых листа сваривались встык друг с другом. Стыки листов с наружной стороны защищались броневыми накладками. Передний лист имел большое прямоугольное отверстие для установки пушки, две смотровые щели и два круглых отверстия для стрельбы из револьвера. С правой стороны отверстия для пушки был вварен цилиндр, в донышко которого устанавливалось яблоко для пулемёта.
В средней части крыши башни находился большой прямоугольный люк, предназначавшийся для посадки экипажа. Узкой планкой он разделялся на две части, закрывавшиеся сверху крышками. В башнях с зенитной установкой вместо правой крышки размещалось её основание и поворотный круг. В передней части крыши находились четыре круглых отверстия: справа впереди — для командирской панорамы, слева сзади — для флажковой сигнализации, в центре, над казённой частью орудия — для вентилятора и слева — для перископического прицела. В задней части башни имелось отверстие для установки антенны.

## Опытные модификации
- БТ-ИС-7 — с приводом на шесть колёс (только проект)[4].
- БТ-СВ-2 «Черепаха» — с новой формой бронекорпуса и башни[5].
- КБТ-7 — командирский танк с неподвижной рубкой вместо башни[6]
- ХБТ-7 — химический танк, предназначенный для огнеметания, заражения местности отравляющими веществами, дегазации и постановки дымовой завесы[7].
- ОТ-7 (ОП-7) — огнемётно-пушечный танк. Переделан из БТ-7.
- ТТ-БТ-7 и ТУБТ-7 — радиоуправляемые танки (телетанки)[8].
- В марте 1935 — январе 1937 года испытано 2 моста на танке БТ-7. Первый мост массой 1050 кг (вместе с приспособлениями и креплением) длиной 7 м. Второй мост длиной 7,5 м.[9].
- БТ-7 экранированный дополнительными листами брони. Был построен опытный образец, который участвовал в параде 1941 года.[10].

Также испытывались различные приспособления для повышения проходимости — болотоходные гусеницы, деревянные фашины и т. д..

## Служба и боевое применение
Танки БТ-7 поступали преимущественно на вооружении танковых бригад механизированных корпусов, а также в отдельные механизированные (с 1939 года легкотанковые) бригады и предназначались для развития прорыва в глубину обороны противника (в соответствии с теорией глубокой наступательной операции).
В начале 1938 года в РККА имелось 14 механизированных бригад на БТ и 2 смешанного состава (Т-26 и БТ). К концу года смешанные бригады были переформированы в однородные на Т-26. В первой половине 1939 года сформировали ещё одну бригаду. До конца 1939 года создали последнюю бригаду БТ,  доведя их общее количество до 16. В июне—июле 1940 года на формирование танковых и моторизованных дивизий было обращено 11 бригад БТ. Оставшиеся 5 бригад в марте 1941 года были обращены на формирование механизированных корпусов второй волны.

### Боевое применение до Второй Мировой войны

#### Бои у озера Хасан
Боевое крещение БТ-7 получил в боях у озера Хасан в августе 1938 года во 2-й механизированной бригаде (мбр), в разведывательном батальоне которой были и танки БТ-7, участвовавшие в разгроме японцев у сопки Заозёрная. По прибытии в район боевых действий 2-я мбр, входившая в состав 39-го стрелкового корпуса, получила задачу поддержать атаку 40-й и 32-й сд. Основную же тяжесть боев у озера Хасан вынесли танки Т-26. Из 19 участвовавших в боях БТ-7, 5 было подбито и 1 БТ-7 артиллерийский сгорел (заводской № 0189-1).

#### Бои на Халхин-Голе
Затем массово участвовал в боях на Халхин-Голе в составе 6-й и 11-й танковых бригад, последняя за 55 ходовых часов совершила марш от станции Борзя к границе МНР и далее через Баин-Тумен и Тамцак-Булак к западному берегу р. Халхин-Гол, пройдя всего за 6 суток на гусеничном ходу около 800 км (среднесуточный переход танковых батальонов бригады составлял до 150 км). Советские войска, сосредоточенные у р. Халхин-Гол, были сведены в 1-ю армейскую группу под командованием комкора Г. К. Жукова. Войска группы в середине августа 1939 г. имели 493 танка, 346 бронемашин, 532 орудия и миномета, 515 самолётов. Основные потери советские танковые части несли от огня артиллерии противника и, в частности, от 37-мм противотанковых пушек и 70-мм батальонных гаубиц обр. 1932 г. Тем не менее, в ходе боев все подбитые и аварийные танки эвакуировались линейными танками на сборные пункты аварийных машин танковых батальонов, где производился их ремонт, в основном агрегатным способом. Для эвакуации подбитых машин в каждой роте выделялись два танка, которые двигаясь за их боевыми порядками вели бой, а когда представлялся удобный момент, производили эвакуацию поврежденных машин. В ходе боев выявились и недостатки в подготовке, как личного состава, так и в управлении подразделениями и частями в бою. Командный и рядовой состав недостаточно хорошо знали перископический прицел и практически им не пользовались. Кроме того, наводчики слабо знали устройство танковой пушки и не могли быстро устранять мелкие неисправности вооружения. Крупные недочеты были допущены в организации взаимодействия между танками и пехотой. Времени на организацию взаимодействия между частями и соединениями часто не отводилось и нередко танкистам приходилось уяснять задачи уже в ходе боя. 48 БТ-7 безвозвратно потеряны в боях у Халхин-Гола (включая один БТ-7 артиллерийский).
Оценивая действия советских танкистов в боях на Халхин-Голе, Г. К. Жуков в мае 1940 г. на приеме у И. В. Сталина по случаю назначения его на должность командующего Киевским особым военным округом и присвоения воинского звания генерала армии подчеркнул: «Очень хорошо дрались танковые бригады, особенно 11-я, возглавляемая комбригом Героем Советского Союза М. П. Яковлевым. Но танки БТ-5 и БТ-7 слишком огнеопасны. Если бы в моем распоряжении не было бы двух танковых и трех мотоброневых бригад, мы, безусловно, не смогли бы так быстро окружить и разгромить 6-ю японскую армию». В целом танки получили хорошие отзывы, однако отмечались сложность управления, требовавшая высокого уровня подготовки механиков-водителей, недостаточность броневой защиты и неудовлетворительная оснащённость средствами связи. Маршал Г. К. Жуков позже отмечал их недостатки из-за неудобства применения этих танков на песчаном грунте на колёсах.
Все эти недостатки подтвердились в польской кампании в сентябре 1939 года и в войне с Финляндией. Участвовавшие в ней танки БТ-7 были в основном сосредоточены в 10-м тк (1-я и 13-я лтбр, 15-я спбр), 34-й лтбр и разведывательном батальоне 20-й тбр.
С другой стороны, танк не имел себе равных в манёвренности. Танк стал гордостью и заслуженным символом автобронетанковых войск РККА в предвоенные годы, поскольку в наибольшей степени соответствовал представлению о танках как о главной ударной силе сухопутных войск.
Всего в конфликте у озера Хасан был безвозвратно потерян один БТ-7, ещё 48 были уничтожены в боях у реки Халхин-Гол (включая один БТ-7 артиллерийский), 7 машин стали жертвами Освободительного похода в Польшу. В ходе Советско-финляндской войны 1939-40 гг. безвозвратные потери составили 104 БТ-7 лин., 20 БТ-7 рад. и 1 БТ-7 арт.

## У порога Великой Отечественной
| Наличие БТ-7 в РККА на 1 июня 1941 года | Наличие БТ-7 в РККА на 1 июня 1941 года | Наличие БТ-7 в РККА на 1 июня 1941 года | Наличие БТ-7 в РККА на 1 июня 1941 года | Наличие БТ-7 в РККА на 1 июня 1941 года | Наличие БТ-7 в РККА на 1 июня 1941 года | Наличие БТ-7 в РККА на 1 июня 1941 года | Наличие БТ-7 в РККА на 1 июня 1941 года | Наличие БТ-7 в РККА на 1 июня 1941 года | Наличие БТ-7 в РККА на 1 июня 1941 года | Наличие БТ-7 в РККА на 1 июня 1941 года | Наличие БТ-7 в РККА на 1 июня 1941 года | Наличие БТ-7 в РККА на 1 июня 1941 года | Наличие БТ-7 в РККА на 1 июня 1941 года | Наличие БТ-7 в РККА на 1 июня 1941 года | Наличие БТ-7 в РККА на 1 июня 1941 года | Наличие БТ-7 в РККА на 1 июня 1941 года | Наличие БТ-7 в РККА на 1 июня 1941 года | Наличие БТ-7 в РККА на 1 июня 1941 года | Наличие БТ-7 в РККА на 1 июня 1941 года | Наличие БТ-7 в РККА на 1 июня 1941 года | Наличие БТ-7 в РККА на 1 июня 1941 года |
| Модель                                  | Категория                               | ЛВО                                     | ПОВО                                    | ЗОВО                                    | КОВО                                    | ОдВО                                    | ЗакВО                                   | САВО                                    | ЗабВО                                   | ДВФ                                     | АрхВО                                   | МВО                                     | ПриВО                                   | ОрВО                                    | ХВО                                     | СКВО                                    | УрВО                                    | СибВО                                   | Рембазы                                 | Склады                                  | Всего                                   |
| БТ-7 линейный                           | 1                                       |                                         | 7                                       |                                         | 3                                       |                                         |                                         |                                         |                                         | 1                                       |                                         |                                         |                                         |                                         |                                         |                                         |                                         |                                         |                                         |                                         | 11                                      |
| БТ-7 линейный                           | 2                                       | 214                                     | 307                                     | 198                                     | 557                                     | 78                                      |                                         |                                         | 370                                     | 186                                     |                                         | 171                                     | 24                                      | 3                                       |                                         |                                         |                                         |                                         |                                         |                                         | 2108                                    |
| БТ-7 линейный                           | 3                                       | 23                                      | 43                                      | 29                                      | 41                                      | 22                                      |                                         |                                         | 98                                      | 14                                      |                                         | 20                                      | 14                                      |                                         |                                         |                                         |                                         |                                         |                                         |                                         | 304                                     |
| БТ-7 линейный                           | 4                                       | 18/11                                   | 7/4                                     | 7/4                                     | 31/22                                   | 3                                       |                                         |                                         | 20/8                                    | 1                                       |                                         | 16/11                                   | 1                                       | 7                                       |                                         |                                         |                                         |                                         | 26                                      |                                         | 137                                     |
| БТ-7 линейный                           | Всего                                   | 255/11                                  | 364/4                                   | 234/4                                   | 632/22                                  | 103                                     |                                         |                                         | 488/8                                   | 202                                     |                                         | 207/11                                  | 39                                      | 10                                      |                                         |                                         |                                         |                                         | 26                                      |                                         | 2560                                    |
| БТ-7 радио                              | 1                                       |                                         | 1                                       |                                         | 5                                       |                                         |                                         |                                         |                                         | 8                                       |                                         | 22                                      |                                         |                                         |                                         |                                         |                                         |                                         |                                         |                                         | 36                                      |
| БТ-7 радио                              | 2                                       | 177                                     | 242                                     | 100                                     | 429                                     | 72                                      |                                         |                                         | 383                                     | 125                                     |                                         | 7                                       | 5                                       | 5                                       |                                         |                                         |                                         |                                         |                                         |                                         | 1545                                    |
| БТ-7 радио                              | 3                                       | 17                                      | 41                                      | 24                                      | 37                                      | 24                                      |                                         |                                         | 65                                      | 3                                       |                                         | 5                                       | 3                                       | 3                                       |                                         |                                         |                                         |                                         |                                         |                                         | 222                                     |
| БТ-7 радио                              | 4                                       | 2                                       | 12/10                                   | 9/3                                     | 16/8                                    | 4/2                                     |                                         |                                         | 21/11                                   | 1/1                                     |                                         |                                         |                                         | 1                                       |                                         |                                         |                                         |                                         | 12                                      |                                         | 78                                      |
| БТ-7 радио                              | Всего                                   | 196                                     | 296/10                                  | 133/3                                   | 487/8                                   | 100/2                                   |                                         |                                         | 469/11                                  | 137/1                                   |                                         | 34                                      | 8                                       | 9                                       |                                         |                                         |                                         |                                         | 12                                      |                                         | 1881                                    |
| БТ-7 артиллерийский                     | 1                                       |                                         |                                         |                                         |                                         |                                         |                                         |                                         |                                         | 4                                       |                                         |                                         |                                         |                                         |                                         |                                         |                                         |                                         |                                         |                                         | 4                                       |
| БТ-7 артиллерийский                     | 2                                       | 9                                       | 17                                      |                                         | 24                                      |                                         |                                         |                                         | 9                                       | 20                                      |                                         | 3                                       | 1                                       |                                         |                                         |                                         |                                         |                                         |                                         |                                         | 83                                      |
| БТ-7 артиллерийский                     | 3                                       |                                         | 3                                       | 2                                       | 4                                       |                                         |                                         |                                         | 7                                       | 2                                       |                                         |                                         | 1                                       |                                         |                                         |                                         |                                         |                                         |                                         |                                         | 19                                      |
| БТ-7 артиллерийский                     | 4                                       | 3                                       |                                         |                                         | 3                                       |                                         |                                         |                                         | 3/2                                     | 2                                       |                                         |                                         |                                         |                                         |                                         |                                         |                                         |                                         |                                         |                                         | 11                                      |
| БТ-7 артиллерийский                     | Всего                                   | 12                                      | 20                                      | 2                                       | 31                                      |                                         |                                         |                                         | 19/2                                    | 28                                      |                                         | 3                                       | 2                                       |                                         |                                         |                                         |                                         |                                         |                                         |                                         | 117                                     |
| БТ-7М линейный                          | 2                                       | 1                                       | 11*                                     | 4                                       | 92                                      | 150                                     |                                         | 41                                      |                                         |                                         |                                         | 209                                     | 4**                                     |                                         |                                         |                                         |                                         |                                         |                                         |                                         | 512                                     |
| БТ-7М линейный                          | 3                                       |                                         |                                         |                                         | 5                                       | 1                                       |                                         |                                         |                                         |                                         |                                         | 1                                       |                                         |                                         |                                         |                                         |                                         |                                         |                                         |                                         | 7                                       |
| БТ-7М линейный                          | 4                                       |                                         |                                         |                                         |                                         | 1                                       |                                         |                                         |                                         |                                         |                                         | 1                                       |                                         |                                         |                                         |                                         |                                         |                                         |                                         |                                         | 2                                       |
| БТ-7М линейный                          | Всего                                   | 1                                       | 11                                      | 4                                       | 97                                      | 152                                     |                                         | 41                                      |                                         |                                         |                                         | 211                                     | 4                                       |                                         |                                         |                                         |                                         |                                         |                                         |                                         | 521                                     |
| БТ-7М радио                             | 2                                       |                                         |                                         | 35                                      | 100                                     | 17                                      |                                         | 9                                       |                                         |                                         |                                         | 3                                       | 12                                      |                                         |                                         |                                         |                                         |                                         |                                         |                                         | 176                                     |
| БТ-7М радио                             | 3                                       |                                         |                                         | 1                                       | 4                                       |                                         |                                         |                                         |                                         |                                         |                                         |                                         |                                         |                                         |                                         |                                         |                                         |                                         |                                         |                                         | 5                                       |
| БТ-7М радио                             | Всего                                   |                                         |                                         | 36                                      | 104                                     | 17                                      |                                         | 9                                       |                                         |                                         |                                         | 3                                       | 12                                      |                                         |                                         |                                         |                                         |                                         |                                         |                                         | 181                                     |
| БТ-7 РСМК                               | 2                                       |                                         |                                         | 1                                       |                                         |                                         |                                         |                                         |                                         |                                         |                                         | 2                                       |                                         |                                         |                                         |                                         |                                         |                                         |                                         |                                         | 3                                       |
| БТ-7 химический                         | 3                                       |                                         |                                         |                                         |                                         |                                         |                                         |                                         |                                         |                                         |                                         | 1                                       |                                         |                                         |                                         |                                         |                                         |                                         |                                         |                                         | 1                                       |
| БТ-8                                    | 2                                       |                                         |                                         |                                         |                                         |                                         |                                         |                                         |                                         |                                         |                                         | 1                                       | 1                                       |                                         |                                         |                                         |                                         |                                         |                                         |                                         | 2                                       |
| Итого                                   | Итого                                   | 464/11                                  | 691/14                                  | 410/7                                   | 1351/30                                 | 372/2                                   | —                                       | 50                                      | 976/21                                  | 367/1                                   | —                                       | 462/11                                  | 66                                      | 19                                      | —                                       | —                                       | —                                       | —                                       | 38                                      | —                                       | 5266                                    |
| --------------------------------------- | --------------------------------------- | --------------------------------------- | --------------------------------------- | --------------------------------------- | --------------------------------------- | --------------------------------------- | --------------------------------------- | --------------------------------------- | --------------------------------------- | --------------------------------------- | --------------------------------------- | --------------------------------------- | --------------------------------------- | --------------------------------------- | --------------------------------------- | --------------------------------------- | --------------------------------------- | --------------------------------------- | --------------------------------------- | --------------------------------------- | --------------------------------------- |

*Включая 10 с зенитно-пулеметной установкой П-40.
**Включая 2 с зенитно-пулеметной установкой П-40.
Что касается БТ-7М, то основная их часть поступила на вооружение моторизованных дивизий и отдельных батальонов связи механизированных корпусов первой волны формирования. Так, к началу ВОВ, из имевшихся в КОВО 201 танка, 195 были в 81-й мд и 6 — в 184-м обс 4-го мехкорпуса. 169 машин ОдВО числились в 15-й мд 2-го мехкорпуса. 84-я мд 3-й мехкорпуса имела 11 танков. В 6-й мк поставили 40 машин последних выпусков, в том числе 26 — в 4-ю тд, 8 — в 7-ю тд и 6 — в 185-й обс. 7-й мк МВО имел в 1-й мд 205 БТ-7М и 6 — в 251-м обс. Так же эти танки имела 9-я тд САВО, которая получила батальон из 50 танков, переданный из 1-й мд. Были БТ-7М и в ВУЗах: 14 машин числились во 2-м Саратовском БТУ, 2 — на КБТКУТС и 4 — в ВАММ. Кроме того 2 танка находились на рембазе № 7 (Дарница) и два на НИАБТ Полигоне в Кубинке. 
Танки выпуска 1938 — 1939 годов находились:
ЛБТКУКС — 1 (артиллерийский)
МВО — 1
ПриВО — 1
З-д № 183 — 1
РБ № 7 — 2
О судьбе остальных трех машин пока ничего не известно. Так же неизвестно, что стало с двумя серийными БТ-7, переделанными в конце 1936 года под установку дизеля БД-2. 
В Войсках НКВД
К началу Великой Отечественной войны в Оперативные войска НКВД входили: отдельная мотострелковая дивизия особого назначения (ОМСДОН), 13 (№ 1 — 6, 8, 10, 13 — 16) мотострелковых, 4 (№ 7, 18, 19, 21) кавалерийских и 3 ремонтных кавалерийских (№ 9, 11, 17) полка. На их вооружении состояли 188 БТ-7 и 72 БТ-7М, а также 52 Т-38.
Согласно штату ОМСДОН имела танковый батальон — 54 БТ-7 и разведывательную роту с 12 Т-38, омсп — по танковой роте из 11 БТ и 3 Т-38 (мирного времени) или 13 БТ и 4 Т-38 (военного времени). Кавалерийские полки должны были иметь по 17 БТ и 5 Т-38. Штатную матчасть получили далеко не все части и были укомплектованы по-разному.
ОМСДОН имела 54 БТ и 12 Т-38, 1-й мсп — 11 БТ и 3 Т-38, 3-й — 6 БТ, 4-й — 10 БТ и 3 Т-38, 5-й — 12 БТ и 4 Т-38, 6-й — 11 БТ и 3 Т-38, 8-й — 11 БТ и 4 Т-38, 13-й — 11 БТ и 3 Т-38, 14-й — 8 БТ, 15-й — 10 БТ, 16-й — 13 БТ и 2 Т-38, 7-й кп — 17 БТ и 5 Т-38 (предположительно), 18-й кп — 17 БТ и 5 Т-38, 19-й кп — 15 БТ, 21-й кп — 17 БТ и 1 Т-38. Кроме того Харьковское кавалерийское пограничное училище НКВД СССР имело 10 БТ-7 и 2 Т-38, а так же 3 БА. Распределение оставшихся танков пока неизвестно.

## Участие в Великой Отечественной войне
Слабая броневая защита корпуса не позволяла без катастрофических потерь использовать танки БТ в контрударах и во встречных танковых боях лета 1941 года. Броня лёгких танков БТ и Т-26 пробивалась всеми орудиями танков и бронемашин вермахта, 37-мм противотанковыми орудиями Pak 35/36, противотанковыми ружьями с дистанций менее 200 м, а также, иногда, бронебойными пулями с вольфрамовым сердечником винтовок и пулемётов (на дистанциях менее 100 м под углами, близкими к нормали). Иногда танки БТ уничтожались на дистанциях, когда 45-мм пушка 20-К ещё не могла нанести танкам противника урон (5 cm KwK 38). Из-за этого лёгкие танки часто использовались как самоходные орудия, ведущие бой из засад, с использованием естественных и искусственных укрытий, что увеличивало живучесть танка и позволяло подпустить вражеский танк на дистанцию, когда была возможность с близкого расстояния пробить броню вражеского танка и отразить атаку, не потеряв танк. Но при использовании танки БТ серьёзно проигрывали танкам Т-26, обладая громадным по сравнению с ними расходом топлива, большей заметностью, большей шумностью, сложностью в обслуживании и эксплуатации (см.М-5 (двигатель) и М-17 (двигатель)).
Танк БТ-7 был хорошо известен в РККА. На него было подготовлено много опытных экипажей. 
Многие танкисты, используя опыт и возможности машины, добились больших успехов на БТ-7. Например, 23 июня 1941 года, на второй день Великой Отечественной войны, танк БТ-7 под командованием сержанта Найдина из засады полностью разбил колонну немецких танков. Было уничтожено 12 танков и 10 орудий. В течение этого дня танк Найдина подбил ещё 3 танка.
Танки БТ-7 принимали участие в битве за Москву, Сталинград, вели бои на Северном Кавказе. В 1943 году они использовались на Ленинградском фронте, принимали участие в снятии блокады в 1944 году. Всю войну прослужили в тылу в учебных подразделениях. Последний раз БТ-7 принял участие в бою при разгроме Квантунской армии в августе 1945 года. К началу операции в войсках 1-го Дальневосточного фронта имелось 474 танка БТ-7, причем 377 из них было в исправном состоянии. В войсках Забайкальского фронта в тот момент имелось 49 танков БТ-5 и 422 танка БТ-7. Все они входили в состав вторых полков и вторых батальонов танковых дивизий и танковых бригад (первые батальоны были укомплектованы Т-34). За время боевых действий по освобождению Маньчжурии и Кореи безвозвратно были потеряны только 10 танков БТ-7. Основная часть танков вышла из строя по техническим причинам (154 БТ-5 и БТ-7). Ещё 35 танков БТ-7 были подбиты огнем артиллерии. Заключительным аккордом 10-летней боевой службы стал победный парад в Харбине.
На 20 декабря 1945 года на Дальнем Востоке все ещё числился 1091 танк БТ-2-5-7, 206 из которых были исправными и 397 требовали текущего ремонта.

## Оценка машины
По совокупности основных параметров — вооружения, маневренности — БТ-7 можно признать удачными танками середины 1930-х годов.
Вооружение лёгких танков БТ и Т-26 на июнь 1941 года уже мало соответствовало задачам. 45-мм пушка 20-К позволяла вести борьбу с пехотой противника и его лёгкой бронетехникой. Но перед нападением на СССР немцы увеличили лобовую броню танков Pz.Kpfw. 35(t), Pz.Kpfw. 38(t), Pz.Kpfw.III и Pz.Kpfw. IV до 50 мм, и бронебойный снаряд 45-мм пушки уже не мог пробить её даже при стрельбе в упор. Бортовая 30-мм броня немецких танков пробивалась на дистанции до 800 м. Осколочно-фугасный снаряд (ОФС) БТ-7 не позволял бороться с окопавшейся пехотой противника. ОФС БТ превосходил по фугасному действию 20-мм снаряд пушки Pz.Kpfw. II и тем более пулемёт Pz.Kpfw. I. Примерно соответствовал 37-мм снаряду PzKpfw III ранних выпусков. Уступал 50-мм снаряду PzKpfw III модификации Ausf. F и выше. Существенно уступал 75-мм снаряду PzKpfw IV.
Ощутимым был и тот факт, что за пять лет серийного производства конструкцию БТ-7 достаточно хорошо отработали. Вполне удовлетворительной была и техническая надёжность танка (разумеется, при нормальной эксплуатации)
Вместе с тем, эксплуатация танка в войсках выявила ряд недостатков. Часть из них устранялась в процессе серийного производства, часть же была характерна для танков с колёсно-гусеничным движителем, и являлась поэтому неустранимой. Основные нарекания вызывал двигатель М-17, в основном из-за его невысокой надёжности. Фактически, в танковое производство в ряде случаев направлялись двигатели, признанные военной приемкой непригодными для установки на самолёты, либо списанные из авиации. Это приводило в том числе и к таким анекдотическим ситуациям, когда танк БТ предписывалось заводить только в присутствии снаружи члена экипажа, держащего наготове огнетушитель — двигатель мог загореться сразу после пуска. К тому же значительной проблемой отечественного двигателестроения было стремление обеспечить количественные показатели. За счет использования малоквалифицированной рабочей силы, регулировка двигателя осуществлялась неквалифицированно, из-за разрегулировки ГРМ имели место частые случаи встречи клапанов с поршнями. Карбюраторный мотор был к тому же очень «прожорливым» — за высокие показатели мощности и запаса хода приходилось платить большим расходом ГСМ. Общая ёмкость всех бензобаков составляла 790 л, а расход топлива на 1 км при движении на колёсах достигал 1,5—1,6 л, но этот недостаток в целом был устранимым, и был полностью решён в модификации БТ-7М, обладавшим уникальным по тем временам дизельным танковым двигателем — В-2 мощностью 500 л. с.. Хуже обстояло дело со специфическими недостатками колёсно-гусеничной схемы. Резиновые бандажи при движении на колёсах по шоссе с твёрдым покрытием (таким как булыжник или асфальт) начинали разрушаться уже после 100 км пробега. Значительная часть забронированного объёма «съедалась» за счёт двойного борта. Основным же неустранимым недостатком можно считать высокую сложность привода колёсного хода, который к тому же при движении на гусеницах вообще являлся бесполезным грузом. Кроме того, при испытании на НИИБТ-полигоне в Кубинке было выявлено, что на практике переход с гусениц на колёса и обратно занимает около часа, в то время как в руководстве службы значилось 25—30 минут.

## В массовой культуре
Из стихотворения «Танк»:
…
Когда бы монумент велели мне

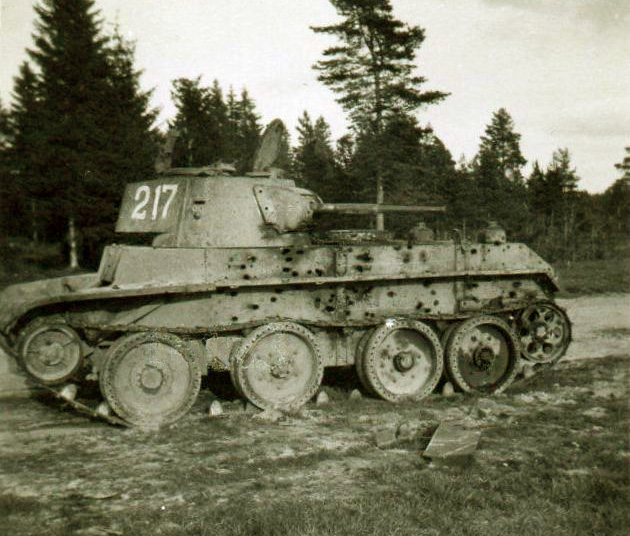
БТ-7, подбитый летом 1941 г. в Литве

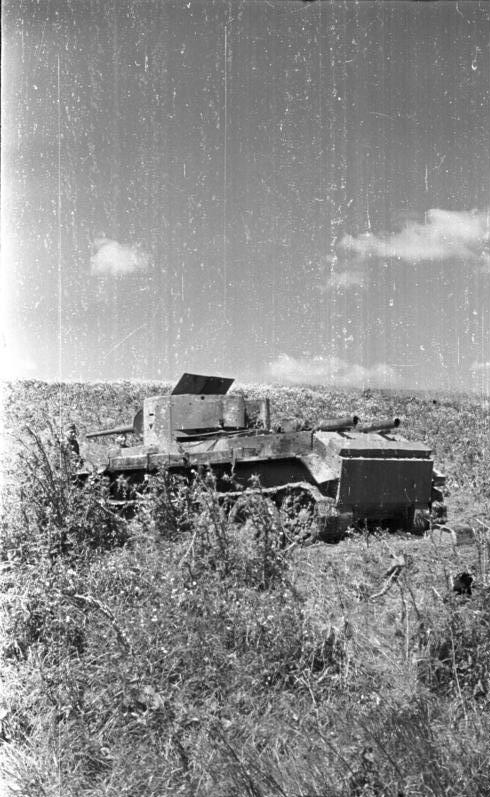
Подбитый БT-7. 1941 год

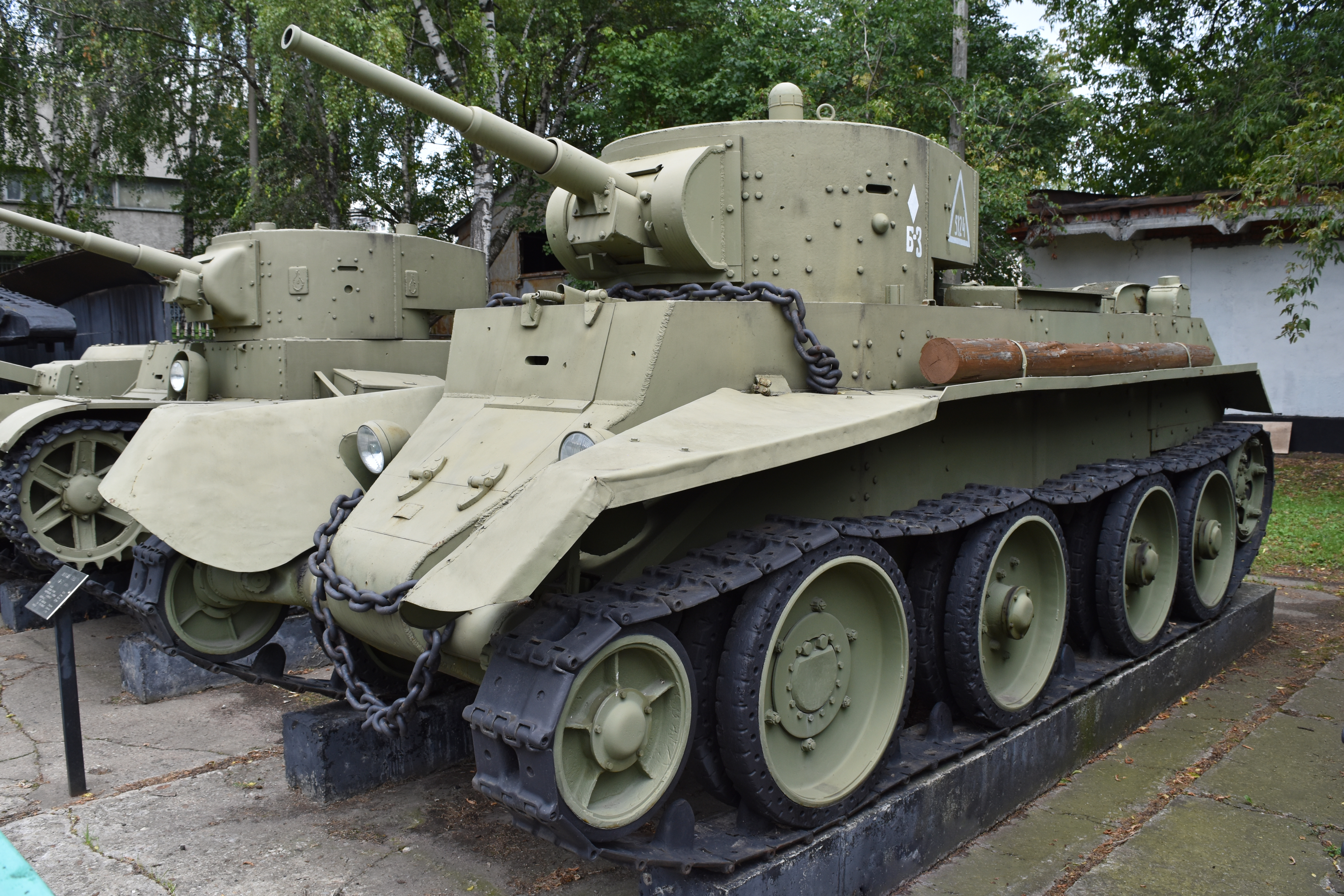
Памятник БT-7. Центральный Музей Вооруженных Сил в Москве, 2017 год

Воздвигнуть всем погибшим здесь, в пустыне,

Я б на гранитной тесаной стене

Поставил танк с глазницами пустыми;

Я выкопал его бы, как он есть,

В пробоинах, в листах железа рваных,-

Невянущая воинская честь

Есть в этих шрамах, в обгорелых ранах.

На постамент взобравшись высоко,

Пусть как свидетель подтвердит по праву:

Да, нам далась победа нелегко.

Да, враг был храбр.

Тем больше наша слава.
Константин Симонов. 1939. Халхин-Гол.

### БТ-7 в компьютерных играх
- в игре «Sudden Strike 3: Arms for Victory»;
- в игре «Sid Meier's Civilization V» в пользовательских модификациях;
- в игре «War Thunder»;
- в игре «Enlisted»
- в модификации «Освобождение 1941—45» (Liberation mod) для Operation Flashpoint: Resistance;
- в модификациях к серии игр «В тылу врага»;
- в стратегии реального времени «Close Combat III: The Russian Front» (англ.) и её ремейке «Close Combat: Cross of Iron» (англ.);
- в стратегиях реального времени «Блицкриг» и «Блицкриг II»;
- в стратегии реального времени «Вторая мировая»;
- в MMO-игре «World of Tanks/Мир Танков», как лёгкий танк 4-го уровня;
- в ММО-игре для Android-платформ «World of Tanks Blitz/Tanks Blitz», как лёгкий танк 3-го уровня;
- в многопользовательской онлайн-игре «Heroes and Generals»;
- в игре Company of Heroes: Eastern Front.

## Сохранившиеся экземпляры
Модель 1935 г.
- В экспозиции Центрального Музея Вооруженных Сил, Москва.
- В экспозиции Музея отечественной военной истории в деревне Падиково в Московской области. Данный танк БТ-7 — полностью отреставрированная ходовая машина.
- В экспозиции парка Окружного Дома офицеров Российской армии в Чите.
- Музейный комплекс «Линия Сталина», Минская область. Поднят из болота в районе Орши в 1998 г. Восстановлен до ходового состояния. Радийный (антенна — новодел).
- Памятник на площадке перед Музеем Победы, сомон Халхгол. Радийный.

Модель 1937 г.
- В экспозиции Военно-исторического музея Восточного (Дальневосточного) военного округа в Хабаровске.
- В экспозиции Парка Победы на Поклонной горе, Москва. Бронекорпус с башней. Передан в начале 1990-х гг. из музея в Кубинке. Реконструирован. Опорные катки и гусеницы — от Т-34 и Т-54.
- На территории Технического музея, Тольятти. Бронекорпус с башней.
- В экспозиции Музея военной техники «Боевая слава Урала» в Верхней Пышме — два танка. Один из танков восстановлен до ходового состояния. Второй макет с оригинальными элементами от уничтоженных танков.
- Памятник на территории завода им. Малышева в Харькове.

БТ-42
- В экспозиции Танкового музея Паролы. ( Единственный сохранившийся экземпляр)

Источник.

Сохранившиеся экземпляры
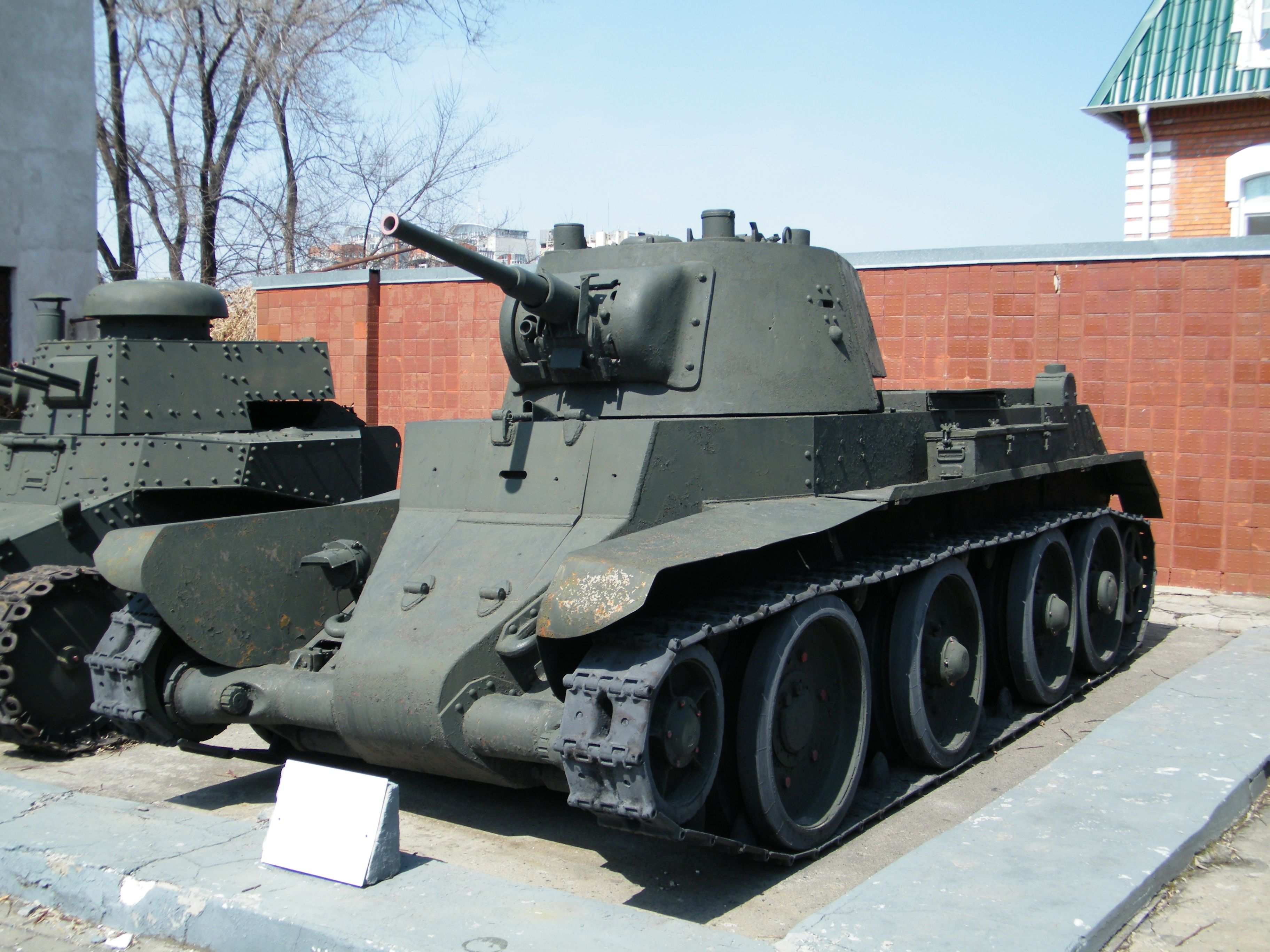
БТ-7 мод. 1937 г. в Хабаровске
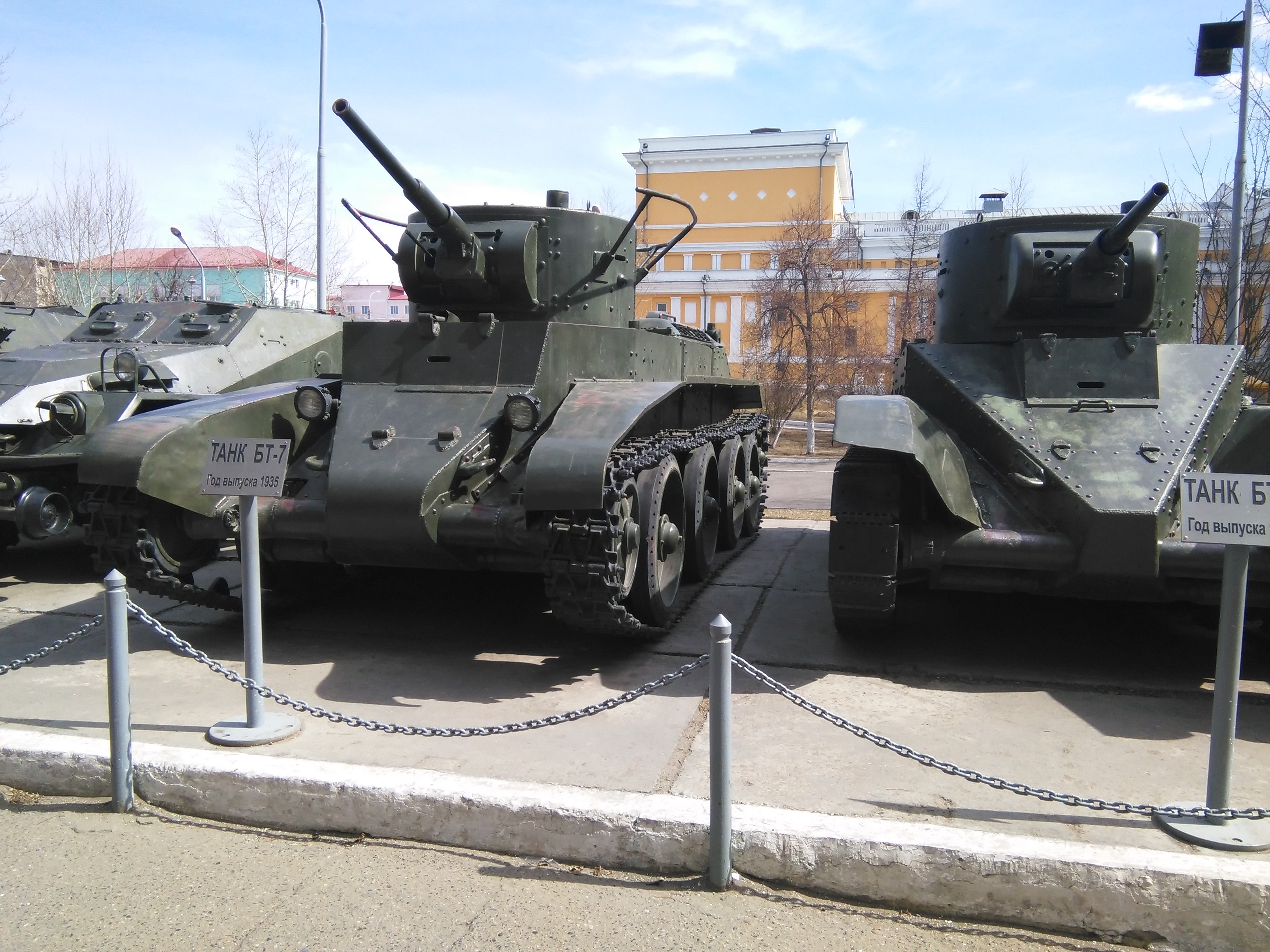
БТ-7 мод. 1935 г. и БТ-5 в Чите
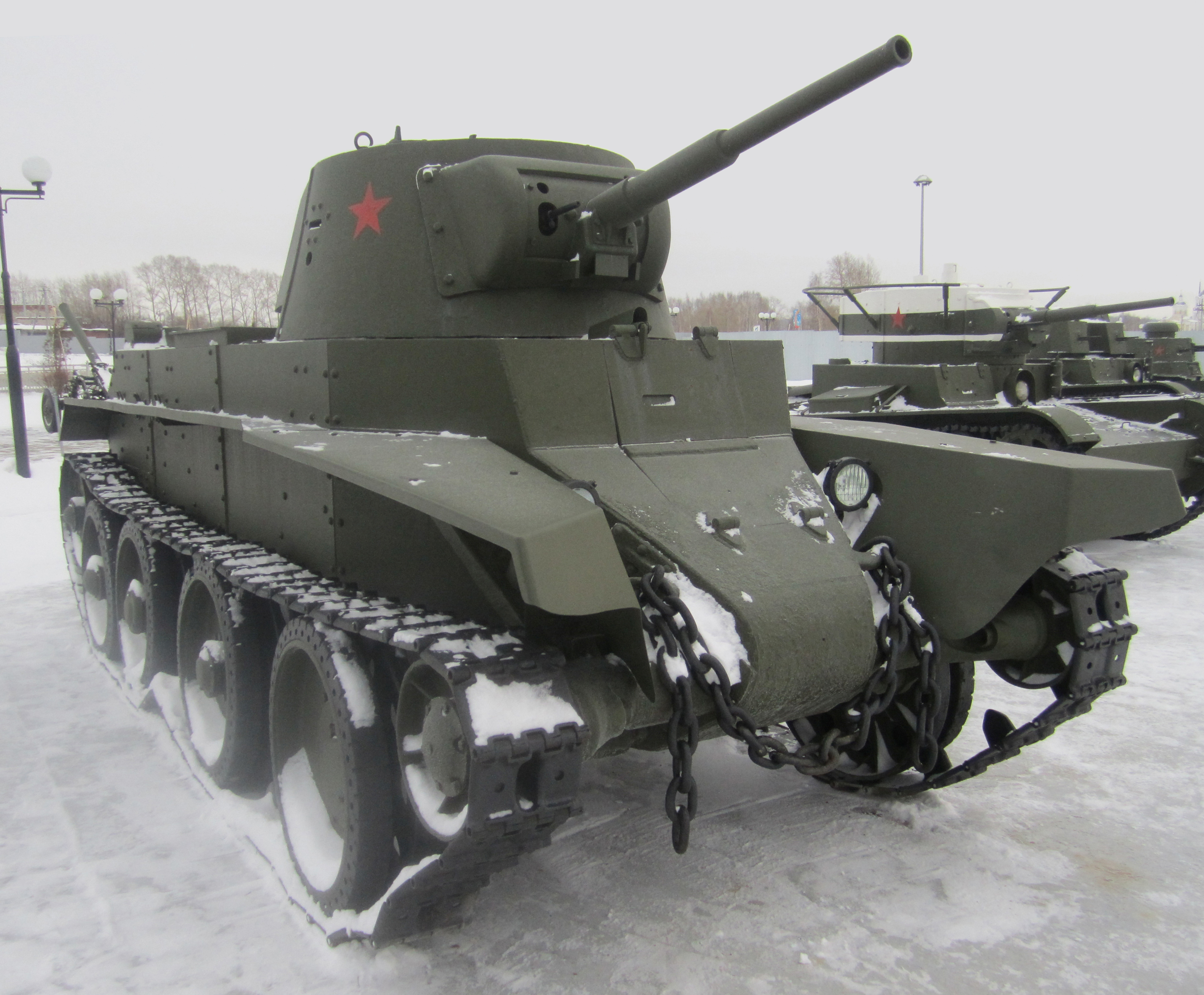
БТ-7 мод. 1937 г. в Верхней Пышме
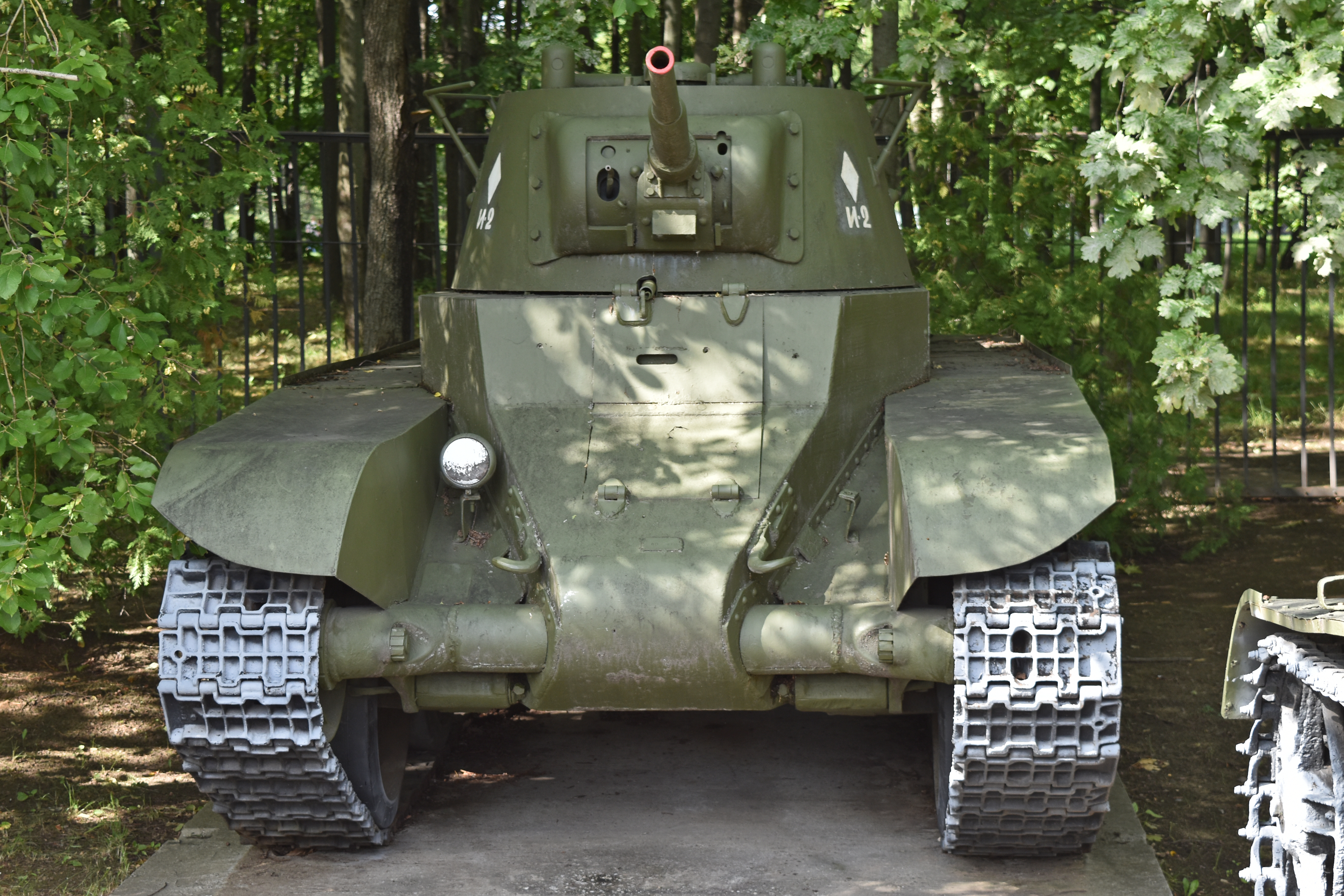
В экспозиции Парка Победы на Поклонной горе в Москве
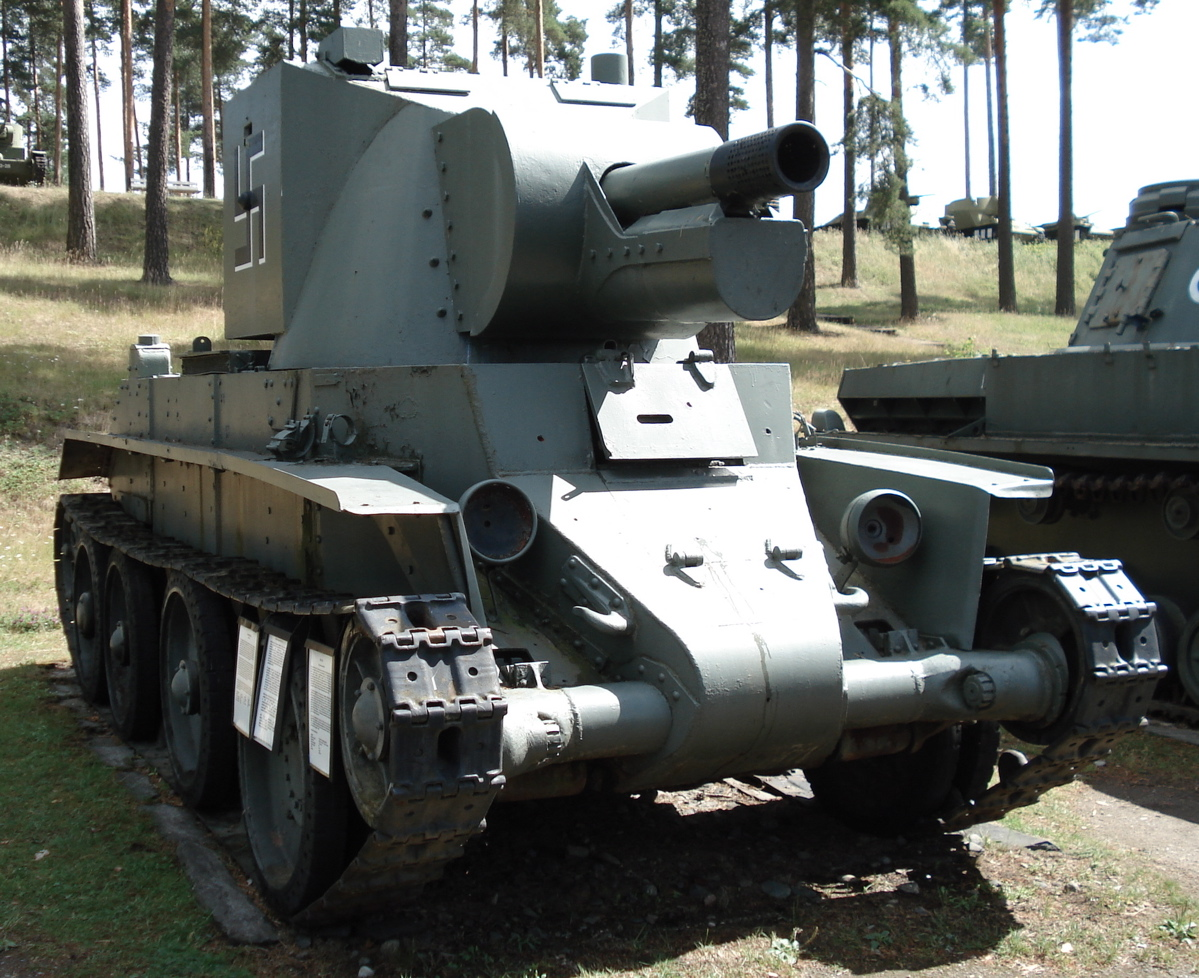
БТ-42 в экспозиции Танкового музея Паролы
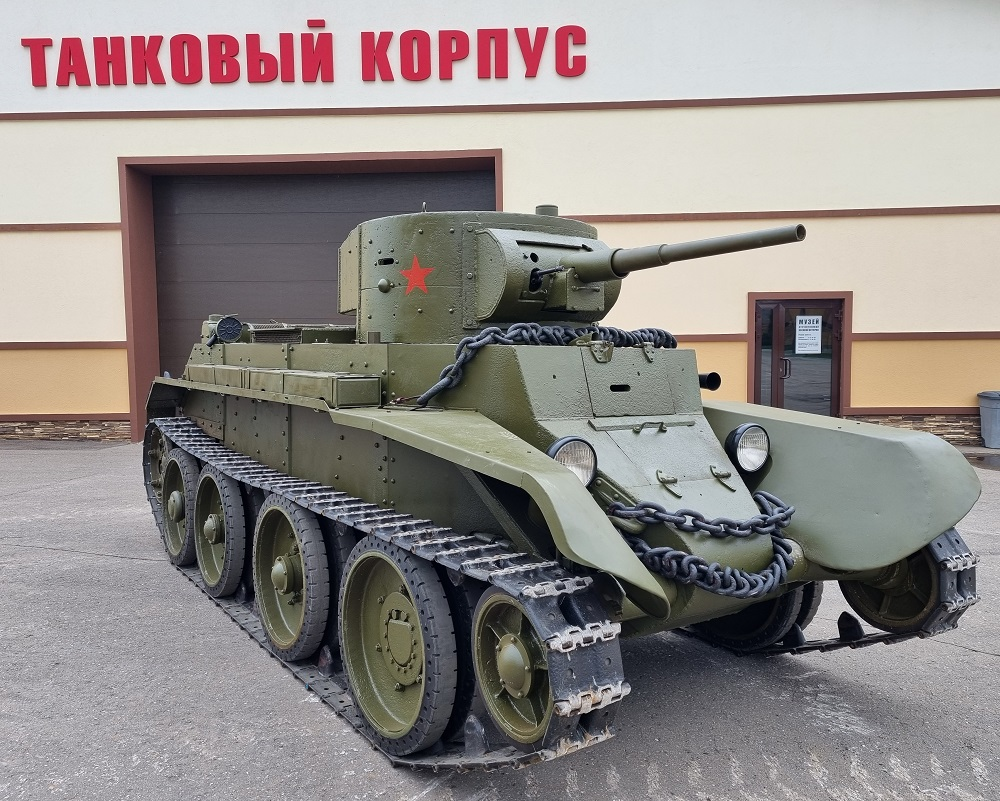
БТ-7 в Музее отечественной военной истории